# Scofield-Bibel

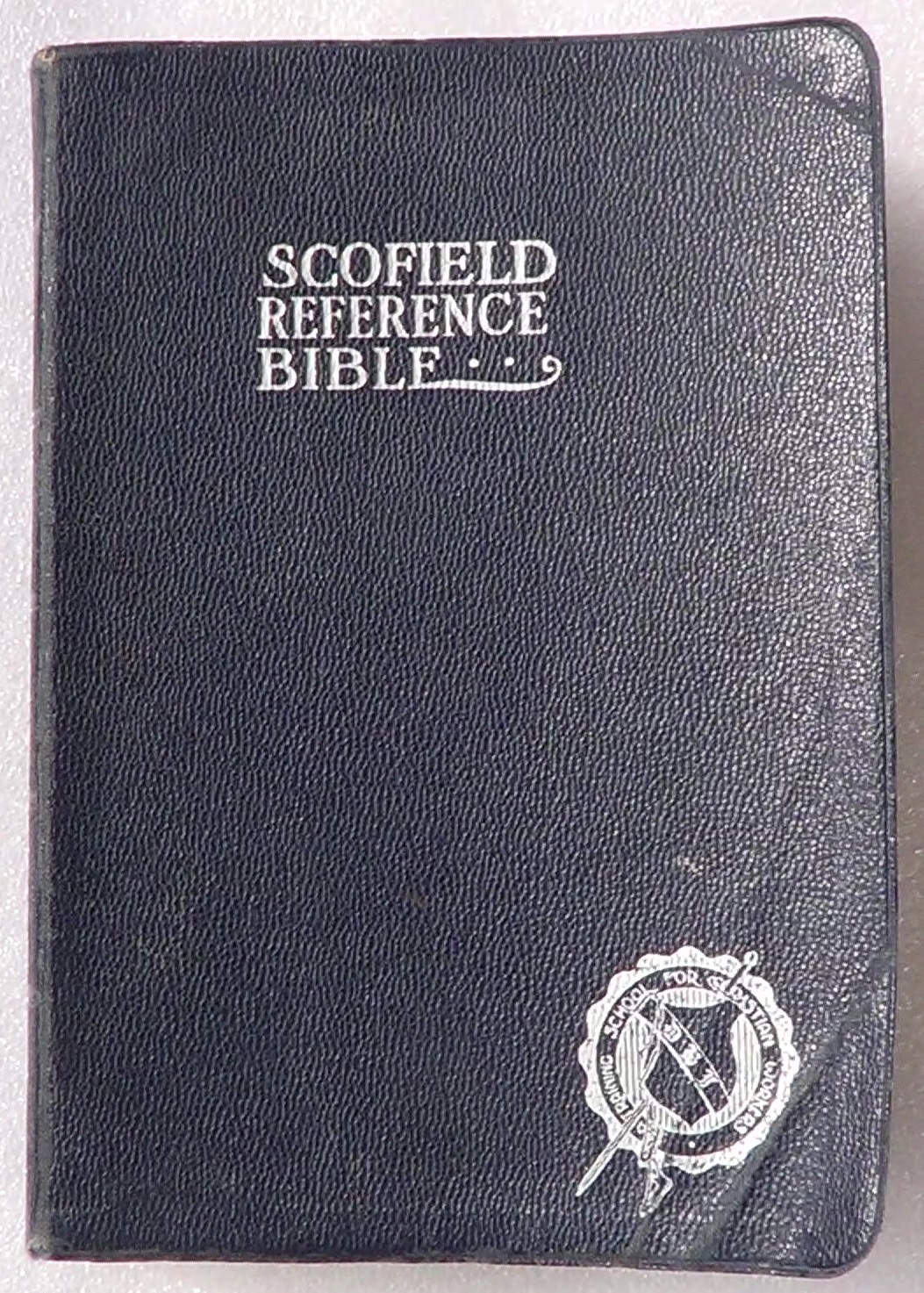
Cover einer Scofield-Bibel aus dem Jahr 1917

Die Scofield-Bibel ist eine weit verbreitete Studienbibel, die vom Theologen Cyrus I. Scofield mit Anmerkungen versehen und herausgegeben wurde.
Diese Bibelausgabe erschien zum ersten Mal 1909 als Scofield Reference Bible. Eine erste Revision gab es 1917. Seit 1967 erscheint bei Oxford University Press eine überarbeitete Fassung, in der einige besonders eigenwillige Anmerkungen Scofields gemildert wurden. Die ursprüngliche Ausgabe basierte auf dem Text der englischen King-James-Bibel von 1611. Die Oxford-Ausgabe enthält eine leicht modernisierte Fassung dieser Übertragung. Für die deutsche Ausgabe wurden die Kommentare Scofields von Gertrud Wasserzug ins Deutsche übersetzt. Der ersten deutschen Ausgabe lag die Luther-Übersetzung in der revidierten Fassung von 1914 zugrunde, später die Elberfelder Bibelübersetzung.
Die Scofield-Bibel wurde sehr beliebt, weil sie einige wichtige Neuerungen enthielt. Zum ersten Mal wurde ein Kettensystem genutzt, das verwandte Bibelverse miteinander verbindet und es so dem Leser erleichtert, einem Thema über verschiedene biblische Bücher hinweg zu folgen. Sie enthält auch einen Versuch, die biblischen Ereignisse chronologisch zu datieren. So bietet der Kommentar für jede Seite der Bibel ein Datum oder ein annäherndes Datum. Viele fundamentalistische Christen fanden deshalb in der Scofield-Bibel ein Datum für die Schöpfung, das auf 4004 v. Chr. angegeben war (siehe auch Ussher-Lightfoot-Kalender). Die Autorität der Scofield-Bibel hatte dann viele Diskussionen über den Kreationismus zur Folge.
Die Scofield-Bibel lehrt die Idee des Dispensationalismus, wodurch dieser in den USA einen großen Einfluss bekam. Scofields Anmerkungen zum Bibeltext Ezechiel 38 prophezeiten, dass Russland in der Zukunft eine Rolle in der Schlacht von Harmagedon spielen würde. Diese und ähnliche Anmerkungen der Scofield-Bibel bilden die Grundlage für Zeittafeln der Endzeit und Spekulationen darüber.